# ナタリヤ・ドミトリヴナ・ポロンスカ＝ヴァシレンコ
ナタリヤ・ドミトリヴナ・ポロンスカ＝ヴァシレンコ（宇: Ната́ля Дми́трівна Поло́нська-Василе́нко）は、ウクライナの科学者、歴史家、考古学者、史料管理学者であり、国家主義学派の主要な代表の一人である。彼女は1884年2月12日にロシア帝国ハリコフ州ハリコフで生まれ、1973年6月8日にドイツ連邦共和国バーデン＝ヴュルテンベルク州ドルンシュタットで没した。彼女はザポリージャとウクライナ南部の歴史に関するほぼ200の科学的著作の著者であり、1940年から歴史科学博士の学位を持っている。ポロンスカ＝ヴァシレンコの考古学の研究は、ウクライナの歴史科学の発展に貢献した。彼女はキエフ古代美術協会やシェフチェンコ科学協会の会員であり、またウクライナ自由科学アカデミーおよびパリ国際科学アカデミーの会員でもあった。

## 生涯
ナタリヤ・ドミトリヴナ・ポロンスカ＝ヴァシレンコは、ハルキウの貧しい貴族の家に生まれた。彼女はキーウの高等女子学校に通い、その後キエフ聖ウラジミール大学の歴史哲学部で学んだ。1912年からは女子大学で歴史学の助教授を務め、その後キーウ大学でも助教授として教鞭をとった。第一次世界大戦後、彼女は国立美術建築アカデミーやキーウ大学で教授を務め、ウクライナ国立科学アカデミーの職員でもあった。1941年以降、彼女はドイツ国防軍に占領されたキーウの考古学研究所の所長を務めた。
1943年にリヴィウ、1944年にプラハに移住し、1945年から1973年までミュンヘンでウクライナ自由大学の教授を務めた。彼女はまた、ウクライナ歴史哲学協会のメンバーであり、1947年からはシェフチェンコ科学協会、1953年からはパリの国際科学アカデミーの会員でもあった。彼女は、ウクライナの歴史と考古学、そしてウクライナの人物と科学者に関する数多くの研究の著者でもある。また、ウクライナ国立科学アカデミー会長で政治家のミコラ・プロコポヴィチ・ヴァシレンコの妻でもあった。

## 著作
- 『ウクライナとロシアの歴史に関する2つの概念』、ウクライナ自由大学、ミュンヘン、1970年[4]。
- 『ウクライナの歴史』、ウクライナ自由大学、ミュンヘン、1988年[5]。

## 脚註

### 註釈
1. ↑  ロシア帝国のハリコフ州ハリコフは、現在のウクライナのハルキウ州ハルキウである。